# Rhysipolis distinctus
Rhysiopolis distinctus
Espèce
Rhysipolis distinctus est une espèce fossile d'insectes Hyménoptères de la famille des Braconidae et du genre Rhysipolis.

## Classification
L'espèce Rhysipolis distinctus est décrite en 1937 par le paléontologue français Nicolas Théobald (1903-1981) dans sa thèse,. 

### Fossiles
L'holotype A65 ♀ appartient à la collection de l'institut géologique de Lyon, qui vient du gypse d'Aix-en-Provence. Il est complété par le paratype A1025 ♂ de la collection personnelle de Nicolas Théobald.

### Étymologie
L'épithète spécifique distinctus signifie en latin « distinct ».

## Description

### Caractères
La diagnose de Nicolas Théobald en 1937, : 

« Corps allongé, nettement segmenté en tête, thorax et abdomen. Tête arrondie ; deux antennes filiformes, longues de 6 mm, articles nombreux et cylindriques dont la longueur diminue progressivement vers l'extrémité. Thorax ovale à segmentation effacée. Abdomen fusiforme à bandes transversales foncées, tarière saillante, dont la longueur atteint le tiers de l'abdomen. Ailes claires à gros stigma noir de forme triangulaire ; nombreux microtriches dans les cellules ; deux cellules cubitales, la première plus longue que la cellule discoïdale ; nervure radiale issue du milieu du stigma, en trois abscisses, elle présente un point d'inflexion au-delà de la première cubitale, ce qui indique qu'il a dû exister probablement trois cellules cubitales. ».

### Dimensions
L'holotype a une longueur totale de 5 mm, une longueur de la tête de 0,6 mm, une longueur du thorax de 1,9 mm, une longueur du l'abdomen de 2,5 mm, une longueur des ailes antérieures de 4,5 mm.

### Affinités
« Par sa cellule costale plus courte que sa cellule médiane, son abdomen subsessile et la disposition des cellules cubitales, l'Insecte appartient aux Braconidae Exothecidae. Semble faire partie du g. Rhysipolis, la première nervure récurrente étant insérée avant l'extrémité de la première cubitale. Mais les espèces actuelles ont toutes trois cellules cubitales. L'échantillon A1025 montre les mêmes caractères, mais conserve en outre les pattes II et III. Cuisse peu renflée. Tibias légèrement élargis vers l'extrémité. L. tot. = 4,75 mm. Pas de tarière, représente peut-être le mâle de l'espèce. ».

### Publication originale
- [1937] Nicolas Théobald, « Les insectes fossiles des terrains oligocènes de France 473 p., 17 fig., 7 cartes,13 tables, 29 planches hors texte », Bulletin Mensuel de la Société des Sciences de Nancy et Mémoires de la Société des sciences de Nancy, Imprimerie G. Thomas,‎ 1937, p. 1-473 (ISSN 1155-1119 et 2263-6439, OCLC 786027547). .